# Iglesia de la Natividad (Hijes)
La iglesia parroquial de la Natividad es un templo católico situado en Hijes (Guadalajara, España). Se construyó entre finales del siglo XII y comienzos del XIII.

## Descripción
La planta es de tres naves, con ábside semicircular y presbiterio recto. A la cabecera se adosan la sacristía y el campanario, juntamente con otras dependencias. En el muro sur se encuentra la portada, bajo un pequeño atrio que da acceso al templo.
La fachada oeste, construida a base de sillarejo, se presenta como un plano de forma pentagonal con su vértice superior truncado, y en él no se manifiesta distinción formal entre las tres naves de la iglesia.
En la parte inferior del muro, aparece centrado en la fachada, un hueco cerrado superiormente por un arco de medio punto de grandes dovelas, que ha servido hasta hace pocos años como acceso a la iglesia y que en la actualidad está tabicado. Sobre este hueco, aunque ligeramente desplazados a la derecha, hay dos ventanas gemelas con arcos apuntados, y sobre ellas una adintelada, de mayores dimensiones, que sirven para iluminar la nave central. En las zonas laterales, hay otros dos huecos, también adintelados, abiertos con el fin de iluminar las naves laterales.
La fachada sur está construida a base de sillarejo, y coronada con cornisa de piedra sobre canecillos. Junto a la cabecera se sitúa el campanario, de tres cuerpos separados por líneas de imposta.
A lo largo del muro hay unas ménsulas de piedra, que son restos de un atrio de entrada de mayores dimensiones que el actual.